# سوسک‌های بال‌توری
سوسک‌های بال‌توری (نام علمی: Lycidae) نام یک خانواده از بالاخانواده بهارسوسک‌واران است.